# Dietrich Oltmanns
Dietrich Oltmanns (* 1956 in Leipzig) ist ein deutscher Fotograf.

## Leben
Dietrich Oltmanns studierte nach Abitur und Wehrdienst von 1976 bis 1981 an der TH Ilmenau Kybernetik mit Abschluss als Diplomingenieur. Zur Fotografie kam er als Autodidakt. Nach zwei Jahren Tätigkeit in der Industrie wechselte Oltmanns 1983 zu einer künstlerischen Tätigkeit als Fotograf in Leipzig. Wesentliche Anregungen und Bestätigung erhielt er durch die inoffizielle Kunstszene der Stadt, zu der er durch seinen Freund und Mentor Olaf Wegewitz Zugang bekam. In der von Klaus Werner 1985 kuratierten Ausstellung Junge Fotografen der achtziger Jahre zeigte er erstmals seine Fotografien öffentlich. 1988 wurde er in den Verband Bildender Künstler (DDR) aufgenommen. Von 1987 bis 1990 war er Mitherausgeber und Produzent der Leipziger informellen Zeitschrift Zweite Person. 1990 zog Oltmanns nach Berlin und wurde Mitarbeiter der von Inka Schube geleiteten Galerie in der Brotfabrik.
1994 bekam er ein Stipendium der Stiftung Kulturfonds, 1995 ein Aufenthaltsstipendium des Landes Sachsen-Anhalt in Dessau, wo sein Bildessay Wie Blicke fallen entstand. 2002 folgte ein Stipendienaufenthalt am Kunstverein Röderhof und 2008 ein Stipendium am Künstlerhaus Ahrenshoop, gefördert durch das Land Mecklenburg-Vorpommern. 2007 realisierte er mit Olaf Wegewitz als Projekt des Kunstvereins Röderhof das Meutefin-Museum in Huy-Neinstedt. 2010 erhielt er ein Stipendium von NOMOS / Glashütte/Sa, verbunden mit einem Aufenthalt vor Ort. Seit 2015 ist Oltmanns korrespondierendes Mitglied der Akademie der Künste Sachsen-Anhalt.
Dietrich Oltmanns lebt und arbeitet in Berlin und Lindenbrück/Teltow-Fläming.

## Ausstellungen

### Einzelausstellungen (Auswahl)
- 1987 Eigen+Art, Leipzig
- 1990 Haus Steinstraße, Leipzig
- 1992 Haus 23, Cottbus (mit O. Wegewitz)
- Galerie in der Brotfabrik, Berlin
- Jenny-Marx-Haus, Museen der Stadt Salzwedel
- 1995 Galerie „Materialwaren&Südfrüchte von Otto Koch“, Dessau
- 1997 Ephemerie Tröstungen, PEKING-Kunstausstellungen, Berlin
- 2000 Bäume des Huy, Kunstverein Röderhof (mit Olaf Wegewitz)
- 2001 Im Kieferwald, Kleine Galerie Zossen (mit M.L Faber)
- 2002 Galerie im Packschuppen, Glashütte Baruth (mit M.L Faber)
- 2007 Wald&Wiese, Kleine Galerie Zossen
- 2008  Resonanzräume, Galerie Pankow, Berlin
- 2012  Wanderungen (mit M.L.Faber), Neue Galerie, Wünsdorf-Waldstadt
- 2013 Über Zäune, Fischlandhaus Wustrow, Wustrow
- 2015 Dreisprung, Kunstverein Panitzsch (mit A.Hanske und A.Novaky)
- 2016 UmGestaltung, Anhaltische Landesbücherei Dessau
- 2017 Über Bögen, Kunstverein Röderhof, Röderhof
- 2018 Collection Regard, Berlin

### Gruppenausstellungen (Auswahl)
- 1985 Junge Fotografen der achtziger Jahre, Dresden, Stralsund, Chemnitz
- 1991 Botanik im Dezember, Eigen+Art, Leipzig
- Junge Leipziger Kunst, BASF Ludwigshafen/Lindenau-Museum Altenburg
- 1993 Camera Obscura, Ungarisches Fotomuseum Kecskemét,
- Aus eigener Sicht, Aspekte-Galerie München
- Das letzte Jahrzehnt, Frankfurt a. M./Cottbus (K)
- 1994 Festival Übergriff Leipzig
- 2000 Kunstkreuz-Frankfurter Allee, Berlin
- 2004 Berlin – Within the Wall and Beyond, Toronto
- 2009 EAST - for the record / zu Protokoll, Zentrum für zeitgenössische Kunst und Bildermuseum Leipzig
- Übergangsgesellschaft,  Akademie der Künste, Berlin
- 2010 Deutsche Wandlungen, Forum Amalienpark, Berlin
- 2010 Rundum Leipzig, Studio im Stadtgeschichtlichen Museum, Leipzig
- 2011 Kunde vom Wald - Kunst aus zwei Jahrhunderten, Jagdschloss Granitz, Insel Rügen und Marstallhalle, Schwerin
- Leipzig.Fotografie, Bildermuseum Leipzig
- 2016 Ahrenshooper Holz, Neues Kunsthaus Ahrenshoop
- 2019 Promenades Photographiques, Vendome
- 2020 Wald. Die letzte Chance, Kunstverein Röderhof
- NAH&FERN. Kunstmuseum Kloster Unser lieben Frauen, Magdeburg

## Publikationen
- Die Stimme des Schweigens (mit einem Text von Gert Neumann), Eigenverlag 1988
- Verwerfung, Verlag Warnke & Maas 1991

- Wie Blicke fallen – Dessau ohne Worte, Dessau 1995

- Sichtung – Leipzig von den Rändern, Fotografien 1980-1990, ex pose Verlag, Berlin 2010
- Arche bauen – Leipziger Kleingärten und Lauben um 1990, ex pose Verlag, Berlin 2013
- Verstreutes Licht, ex pose Verlag, Berlin 2018